# Gubbängstorget

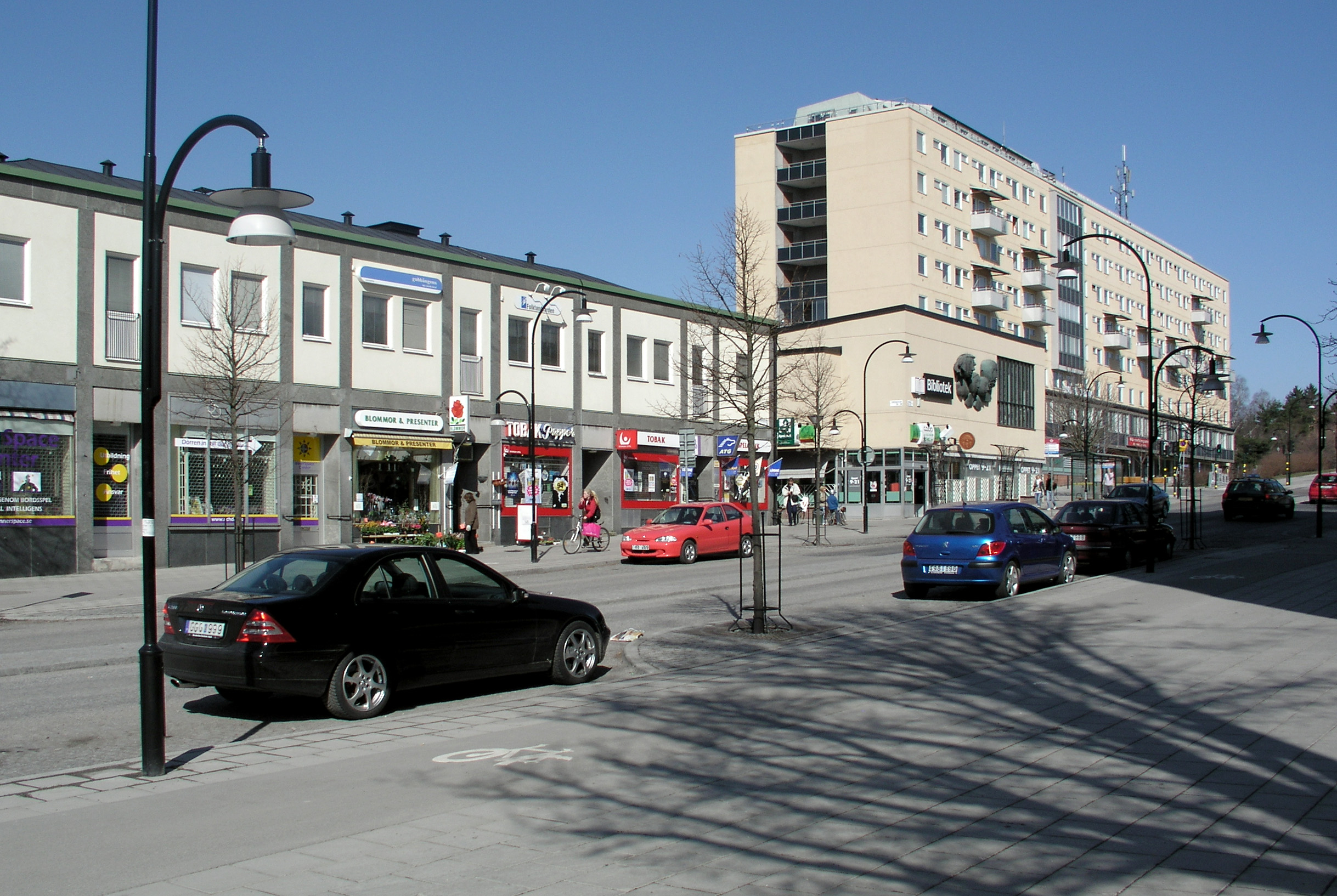
Lingvägen, på västra sidan om torget.

Gubbängstorget är ett torg i stadsdelen Gubbängen i Söderort inom Stockholms kommun. Torget ligger i Gubbängens centrum, på båda sidor om Lingvägen.

## Historik

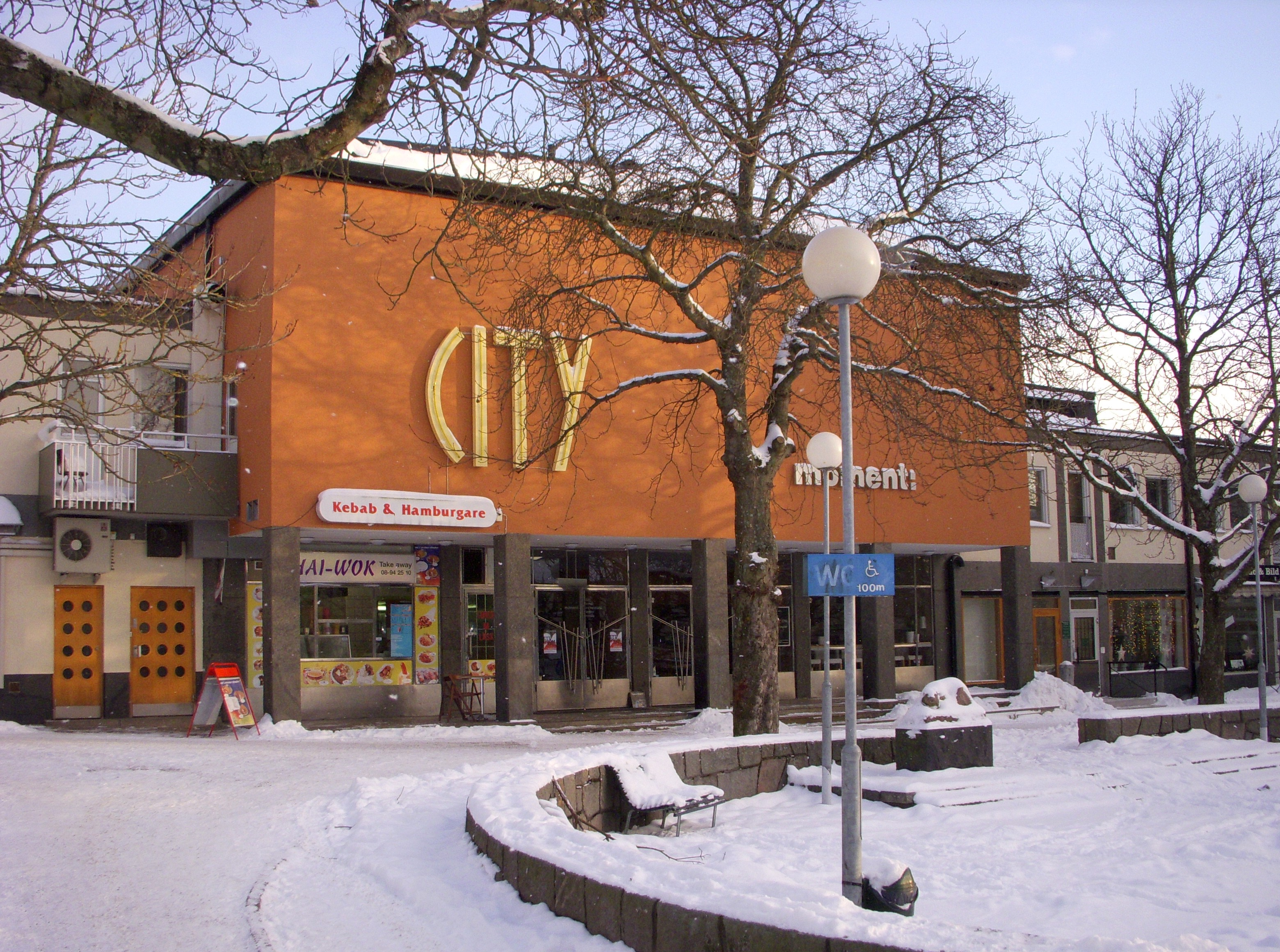
F.d. biograf "City", 2010

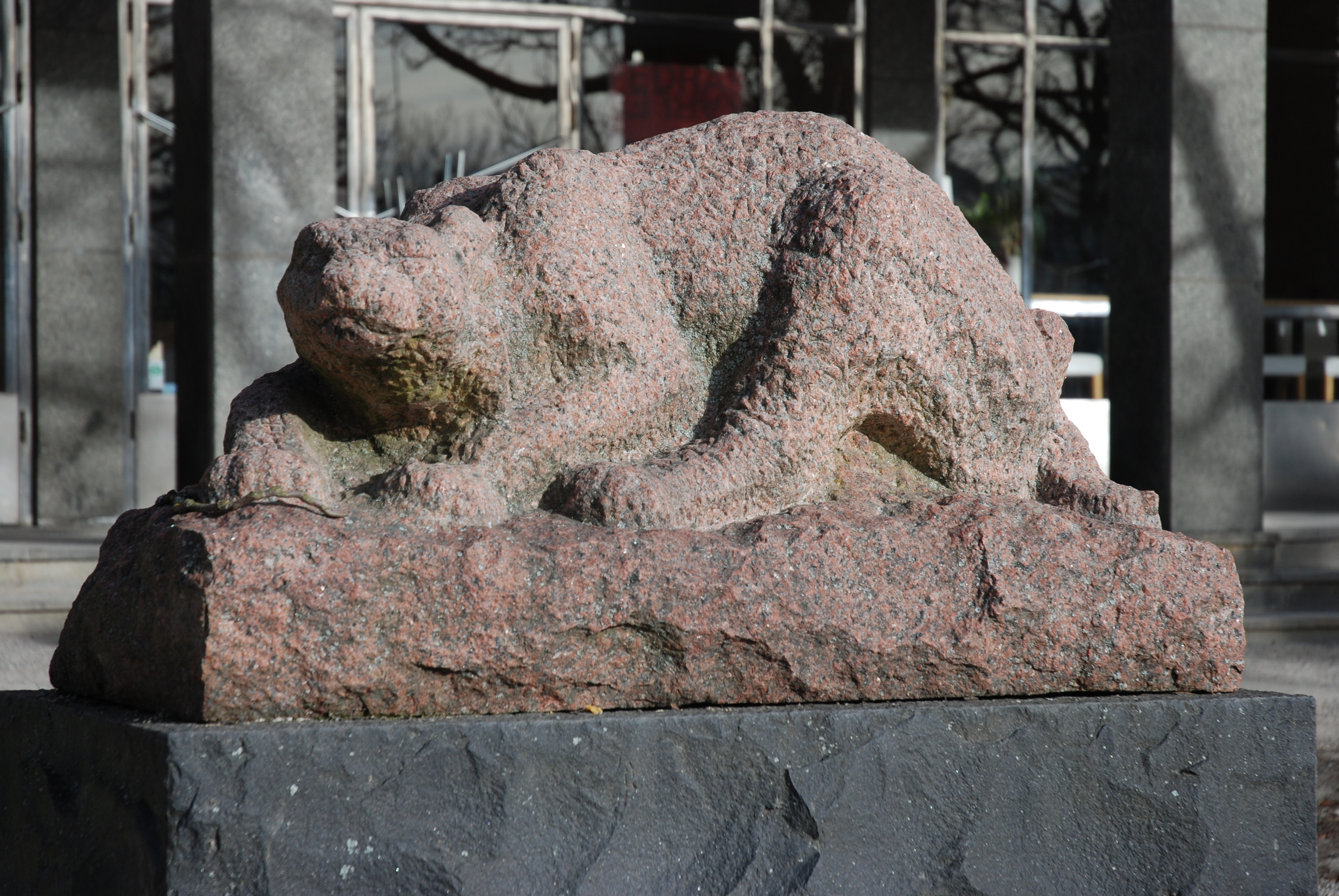
Lodjuret av Georg Ganmar

Där Gubbängens centrum nu ligger fanns tidigare Herrängens gård. Huvudbyggnaden låg mitt i nuvarande Gubbängsvägen, ladugården låg strax väster om nuvarande Gubbängstorget och en statarbostad mitt i Lingvägen. Själva centrumbebyggelsen började byggas på 1950-talet. Arkitekt för det nya område var Curt Strehlenert på HSB:s arkitektkontor. Lingvägen delar stadsdelen i två halvor. Det hörde till stadsplanekonceptet att Stockholms nya förstäder skulle vara självförsörjande med all samhällelig service, även med egna biografer. Därför fick även Gubbängen en egen biograf City som låg vid Gubbängstorget och invigdes i april 1953. Torget fick sitt namn 1945.

## Centrumet idag
På den östra sidan av torget står statyn Lodjuret av Georg Ganmar, rest 1978. På västra sidan finns Konsum, apotek och blomsteraffär. På Konsums fasad sitter skulpturen Familjen, utförd av konstnären Allan Runefelt och hitflyttad 2001 från sin ursprungliga plats på huset i korsningen Fleminggatan/Sankt Eriksgatan. På den östra sidan finns Gubbängens Centrumhus i nio våningar, vari Romskt kulturcentrum är beläget. I den gamla biograflokalen City drivs nu av en kulturförening, Teater Moment , kafé, teater och annan kulturell verksamhet.